# Hadena roseomarginata
Hadena roseomarginata là một loài bướm đêm trong họ Noctuidae.